# Dolinsko

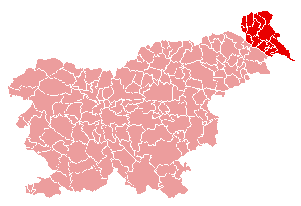
Prekmurje im Nordosten Sloweniens mit den Gemeinden der Dolinsko-Ebene im südlichen Drittel

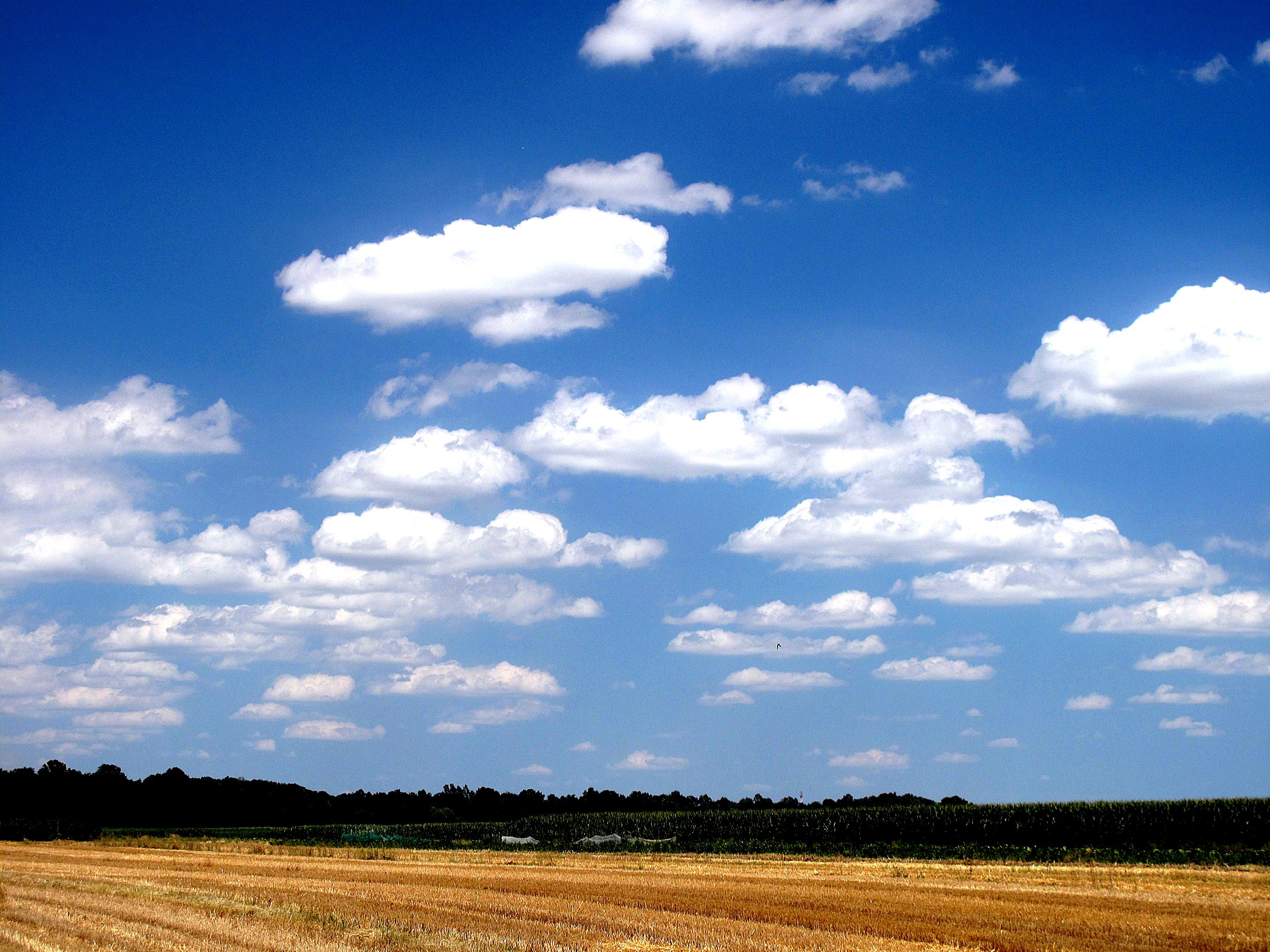
Landschaft der Dolinsko-Ebene

Dolinsko ist der Name eines Flachlandes im Osten von Slowenien. Die Ebene ist eine der drei Regionen der historischen Landschaft Prekmurje (Goričko im Norden, Ravensko in der Mitte und Dolinsko im Süden). Sie liegt in deren südlichen Teil  am linken Ufer der Mur.

## Lage
Im Norden geht das Dolinsko ohne natürliche Grenze in die Ravensko-Ebene über. Die Unterscheidung zwischen Ravensko und Dolinsko wird mit den Unterschieden in Historie und Dialekten der beiden Landschaften begründet. Dolinsko gehörte kirchenrechtlich bis 1777 zur Diözese Zagreb.
Im Osten grenzt die Landschaft an Ungarn. Im Süden und Südwesten trennt die Mur die Dolinsko-Ebene von der slowenischen Landschaft Prlekija sowie von der Region Međimurje in Kroatien.

## Siedlungen
Die nachstehenden Ortschaften in sechs Gemeinden liegen in der Dolinsko-Ebene:
- Gemeinde Beltinci, alle Ortschaften: Beltinci, Bratonci, Dokležovje, Gančani, Ižakovci, Lipa, Lipovci, Melinci
- Gemeinde Črenšovci, alle Ortschaften: Črenšovci, Dolnja Bistrica, Gornja Bistrica, Srednja Bistrica, Trnje, Žižki
- Gemeinde Lendava, alle Ortschaften: Banuta, Benica, Brezovec, Čentiba, Dolga vas, Dolgovaške Gorice, Dolina pri Lendavi, Dolnji Lakoš, Gaberje, Genterovci (liegt zum Teil im Ravensko), Gornji Lakoš, Hotiza, Kamovci, Kapca, Kot, Lendava, Lendavske Gorice, Mostje, Petišovci, Pince, Pince-Marof, Radmožanci, Trimlini
- Gemeinde Odranci (einziger Ort: Odranci)
- Gemeinde Turnišče, alle Ortschaften: Gomilica, Nedelica, Renkovci, Turnišče
- Gemeinde Velika Polana, alle Ortschaften: Brezovica, Mala Polana, Velika Polana